# Cmentarz żydowski w Szumowie
Cmentarz żydowski w Szumowie – kirkut społeczności żydowskiej zamieszkującej niegdyś Szumowo. Nie wiadomo kiedy dokładnie powstał. W wyniku wojennych zniszczeń nie zachowały się żadne nagrobki. Cmentarz miał powierzchnię 0,8 ha.